# Neuried (Baviera)
Neuried è un comune tedesco di 8 628 abitanti, situato nel circondario di Monaco, nel land della Baviera.

## Geografia antropica
Neuried confina a nord con il distretto di Hadern di Monaco di Baviera, a ovest con Planegg, a sud con l'area non incorporata Forst Kasten del Forstenrieder Park e a est con il distretto monacense di Thalkirchen-Obersendling-Forstenried-Fürstenried-Solln, con in quale non presenta soluzione di continuità.
Da un punto di vista amministrativo, il comune si costituisce di due frazioni:
- Neuried
- Kasten

## Storia

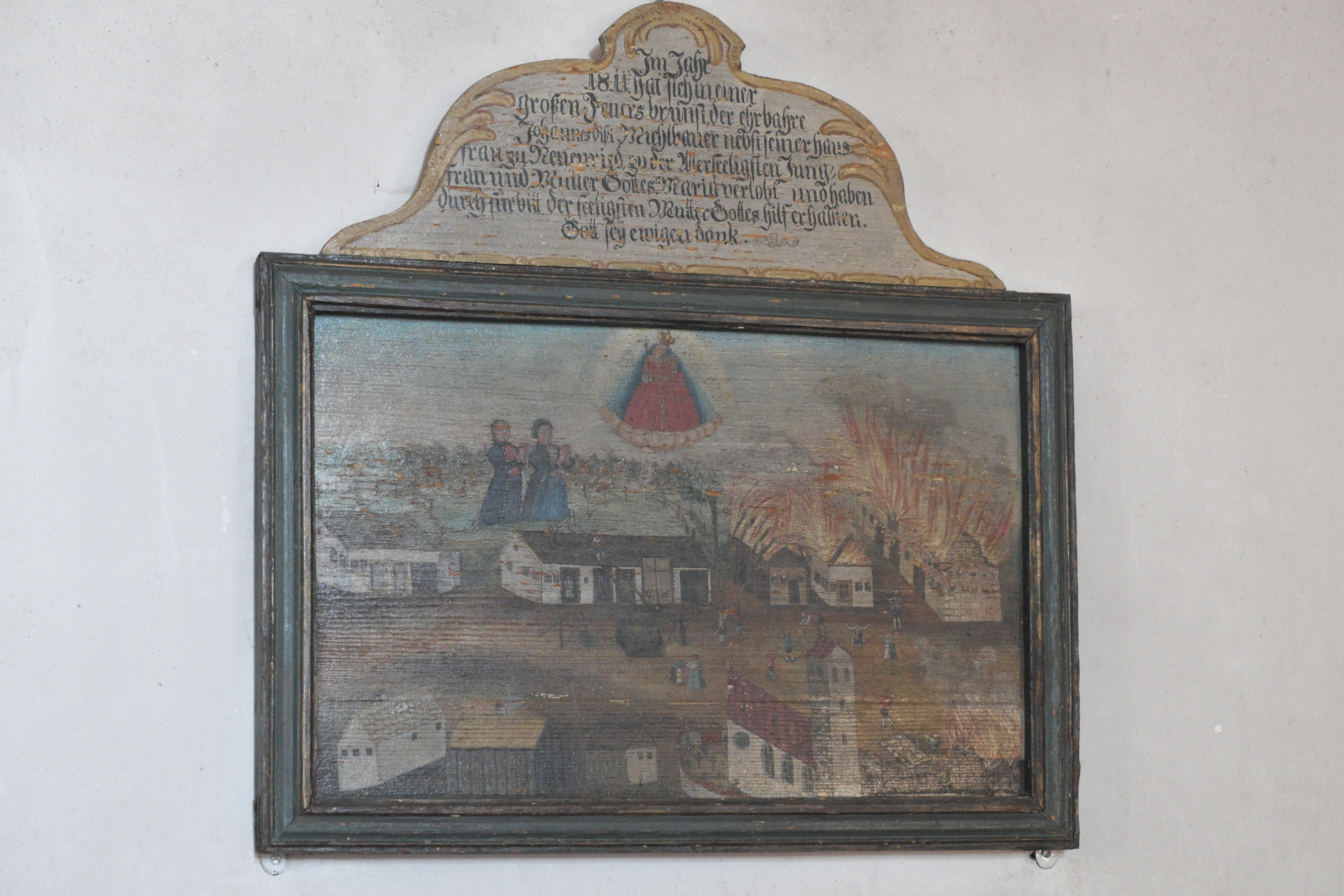
Tavola votiva che, all'interno della vecchia chiesa di San Nicola, ricorda l'incendio del 1811

Neuried nasce nel XII secolo da un disboscamento dell'allora foresta di Baierbrunn (l'attuale Forstenrieder Park) ad opera del monastero di Rottenbuch. Allo stesso periodo risale la costruzione di una prima chiesa romanica. La più antica testimonianza documentata su Neuried risale al 1194, quando Forstenried, fino a quel momento alle dipendenze della parrocchia di Neuried, fu elevata a parrocchia.
Nel 1811 il paese fu gravemente colpito da un incendio.

### Simboli

#### Stemma
Una conifera verde, dotata di radici, su uno sfondo dorato. Davanti alle radici, una zappa e un'ascia dotate di impugnature nere sono disposte a formare una croce obliqua.
La conifera fa riferimento alla posizione geografica del comune, situato al bordo settentrionale del Forstenrieder Park, una grande foresta situata a sud di Monaco di Baviera. La zappa e l'ascia, tipici attrezzi da disboscamento, fanno riferimento all'origine storica di Neuried.

#### Gonfalone
Una bandiera gialloverde.

## Monumenti e luoghi d'interesse

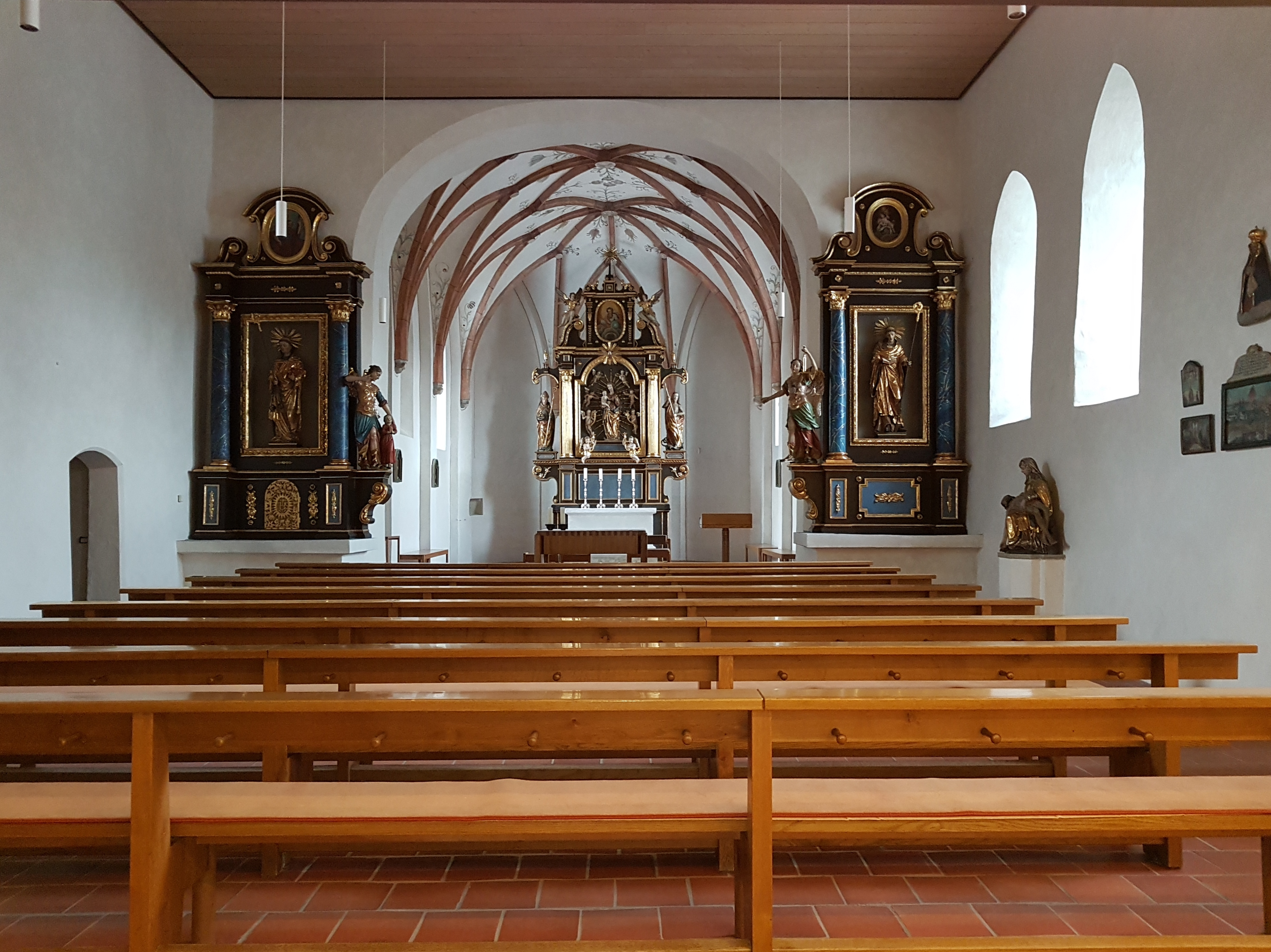
Interno della vecchia chiesa di San Nicola

### Architetture religiose

#### Chiesa di San Nicola
La vecchia chiesa parrocchiale di San Nicola è un edificio tardogotico a navata unica innestato sulle fondamenta di una precedente chiesa romanica della seconda metà del XIII secolo dedicata alla Madonna. Già attestata nel 1484, anno in cui furono costruiti il coro (sormontato da una volta a crociera) e il piano superiore del campanile, la chiesa fu più volte rinnovata e ampliata tra i secoli XVII e XVIII. L'innalzamento della navata avvenne probabilmente attorno al 1752, periodo in cui avvenne la dedicazione a San Nicola di Myra. Negli anni Settanta del Novecento si procedette al restauro della tribuna orientale e alla sostituzione dell'antica volta a botte (riportante affreschi barocchi) con un piatto soffitto in legno. La chiesa è inserita nella lista ufficiale dei monumenti storici bavaresi, redatta sulla base della legge sulla protezione dei monumenti storici della Baviera del 1 Ottobre 1973.

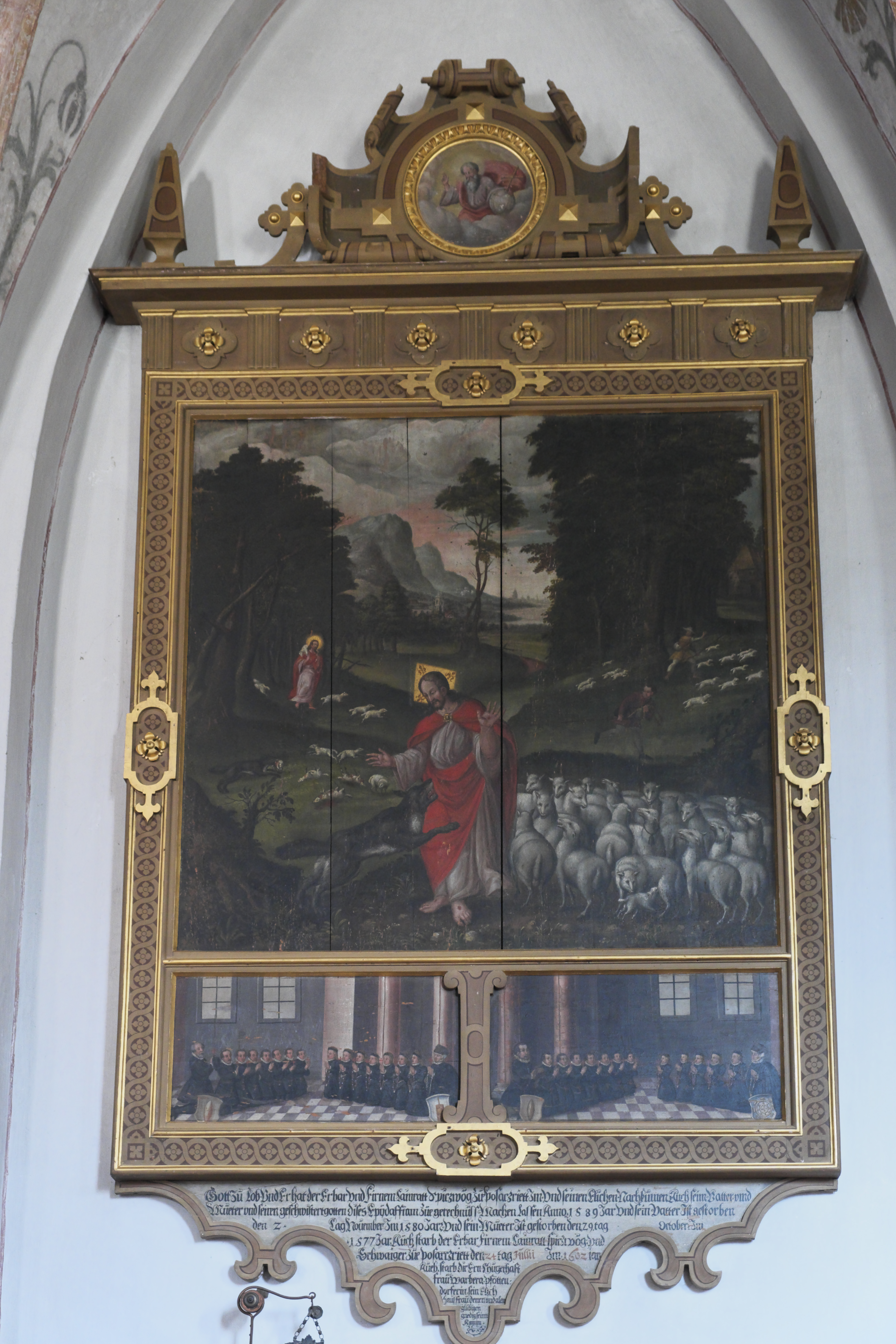
L'epitaffio all'interno della vecchia chiesa di san Nicola

All'interno, la chiesa conserva un altarmaggiore della metà del XVII secolo con una statua di una Madonna con Bambino databile al '500. Statue di santi (tra cui un San Leonardo databile attorno al 1520) ornano invece i due altari laterali, costruiti probabilmente attorno al 1708. La parete nord della navata ospita una statua di papa Silvestro I (seconda metà del XV secolo) e, all'interno di una nicchia, una statua di Sant'Anna con Maria e il Bambino (1520 circa). Sul lato opposto, un'immagine votiva ricorda una fattoria risparmiata dal grande incendio che nel 1811 sconvolse la comunità di Neuried. Il coro ospita invece un epitaffio del 1589 alla famiglia Spitzwech (già proprietaria dell'allevamento ovino sul terreno del quale fu poi costruito il castello di Fürstenried), inserito all'interno di una cornice riccamente decorata che comprende due quadri di famiglia collocati al di sotto di un dipinto che rappresenta il Buon pastore.

#### Nuovo centro parrocchiale di San Nicola
Già a partire dagli anni Sessanta, le dimensioni della vecchia chiesa di san Nicola non erano più adatte a soddisfare i bisogni della popolazione di Neuried. Si cominciò dunque a teorizzare la costruzione di un nuovo e più grande complesso che comprendesse non solo un luogo dedicato al culto ma anche una serie di spazi funzionali alle varie attività parrocchiali. Al termine di un percorso caratterizzato da numerosi cambi di progetto, il nuovo centro parrocchiale vide la luce nel 2008 dopo sei anni di lavori. Dedicato a San Nicola, il complesso fu realizzato dall'architetto monacense Andreas Meck. Dello stesso architetto è l'imponente croce di impostazione sferica in acciaio corten, alta 15 metri e larga altrettanti, che dal 2009 si trova all'ingresso centro parrocchiale.
La struttura si sviluppa attorno a un cortile interno sul quale, ispirandosi ai modelli della tradizione conventuale, si affacciano le diverse ali. Ben identificabile nel complesso è il volume della chiesa, la quale si compone di un corpo bianco che, dimensionato secondo gli schemi della sezione aurea, è inserito all'interno di un involucro edilizio in mattoni in torba di color rosso bruno.
L'interno della chiesa è caratterizzato da una forte asimmetria, dovuta alla presenza di pareti e coperture curve e a tre aperture ad imbuto. L'altare, opera di Rudolf Bott realizzata in colata di cemento, si estende simbolicamente fino alle fondamenta della chiesa, così come l'ambone. Particolare è il tabernacolo, racchiuso all'interno di una teca stagnata costituita da piccole sfere disposte in modo tale da realizzare un corpo semisferico.

### Architetture civili

#### A Neuried
Nel centro di Neuried si trovano una serie di edifici che, a dispetto di recenti ristrutturazioni, fanno pertanto parte della lista ufficiale dei monumenti storici bavaresi redatta sulla base della legge sulla protezione dei monumenti storici bavaresi del 1 Ottobre 1973.
- La proprietà Beim Spengler, situata all'indirizzo Gautinger Straße 4, è una piccola abitazione a un piano, dotata di alto tetto a mansarda e risalente all'1817.

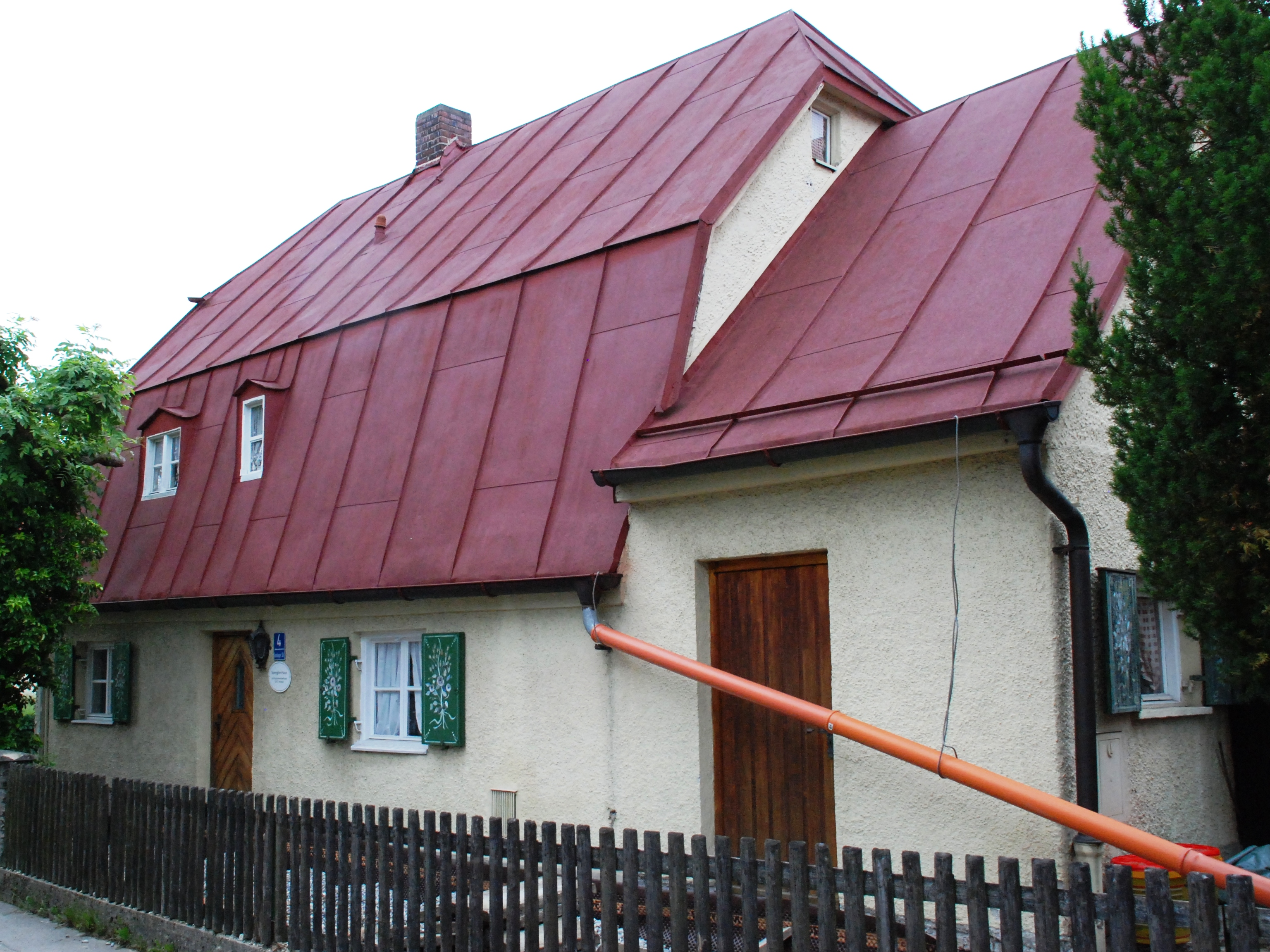
Proprietà Beim Spengler

- La proprietà Beim Hausch, in passato adibita a fattoria, è situata all'indirizzo Gautinger Straße 11; si tratta di una massiccia costruzione a due piani, in passato fattoria, dotata di tetto a sella; costruita nel 1655, all'inizio del XIX secolo andò incontro a radicali modifiche.

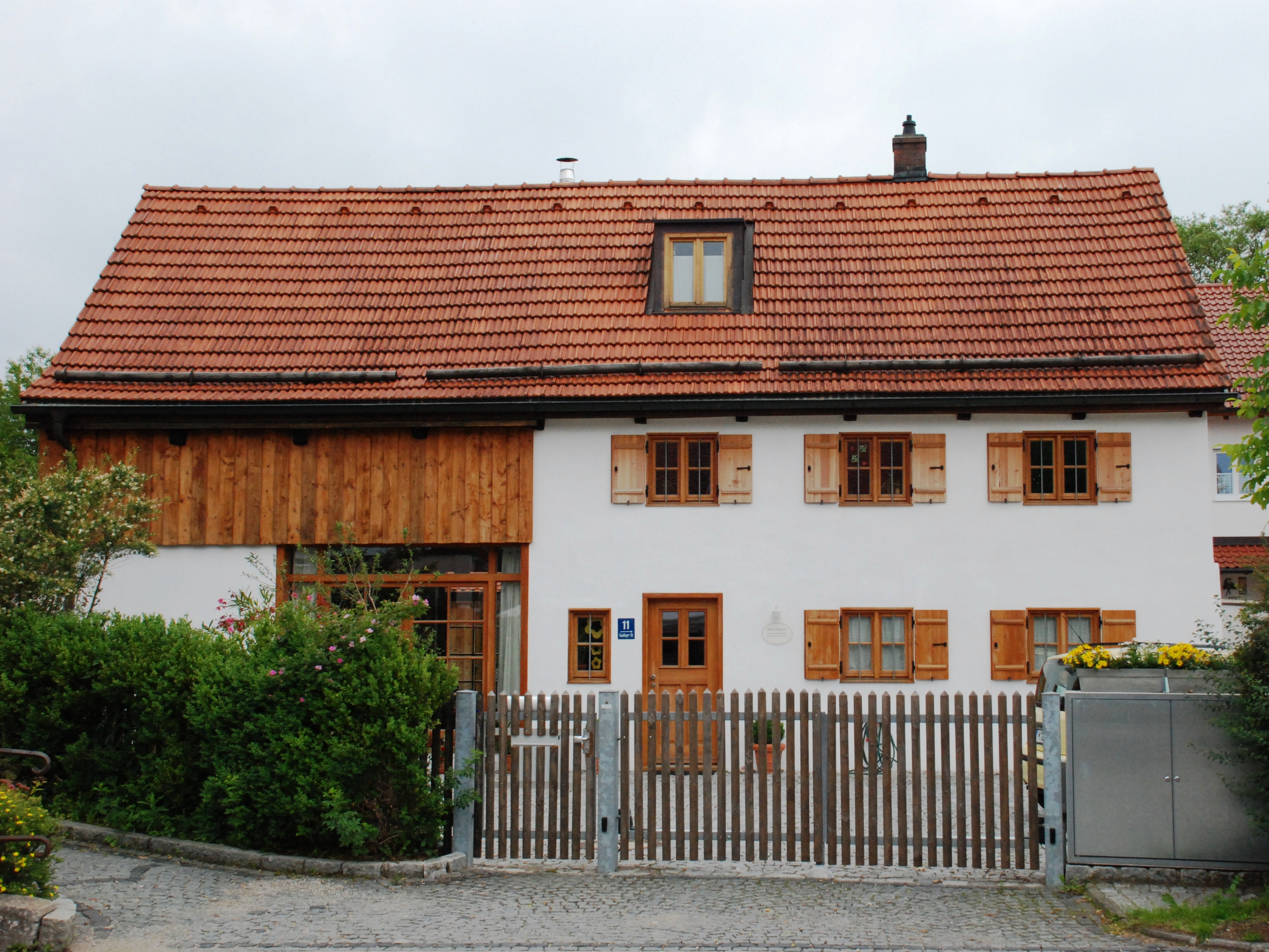
Proprietà Beim Hausch

- La proprietà Beim Schmiede, in passato adibita a fattoria e fucina, è situata all'indirizzo Gautinger Straße 15; costruzione risalente al 1860 si tratta di un edificio a due piani è dotato di un tetto a sella molto sviluppato verso sud.

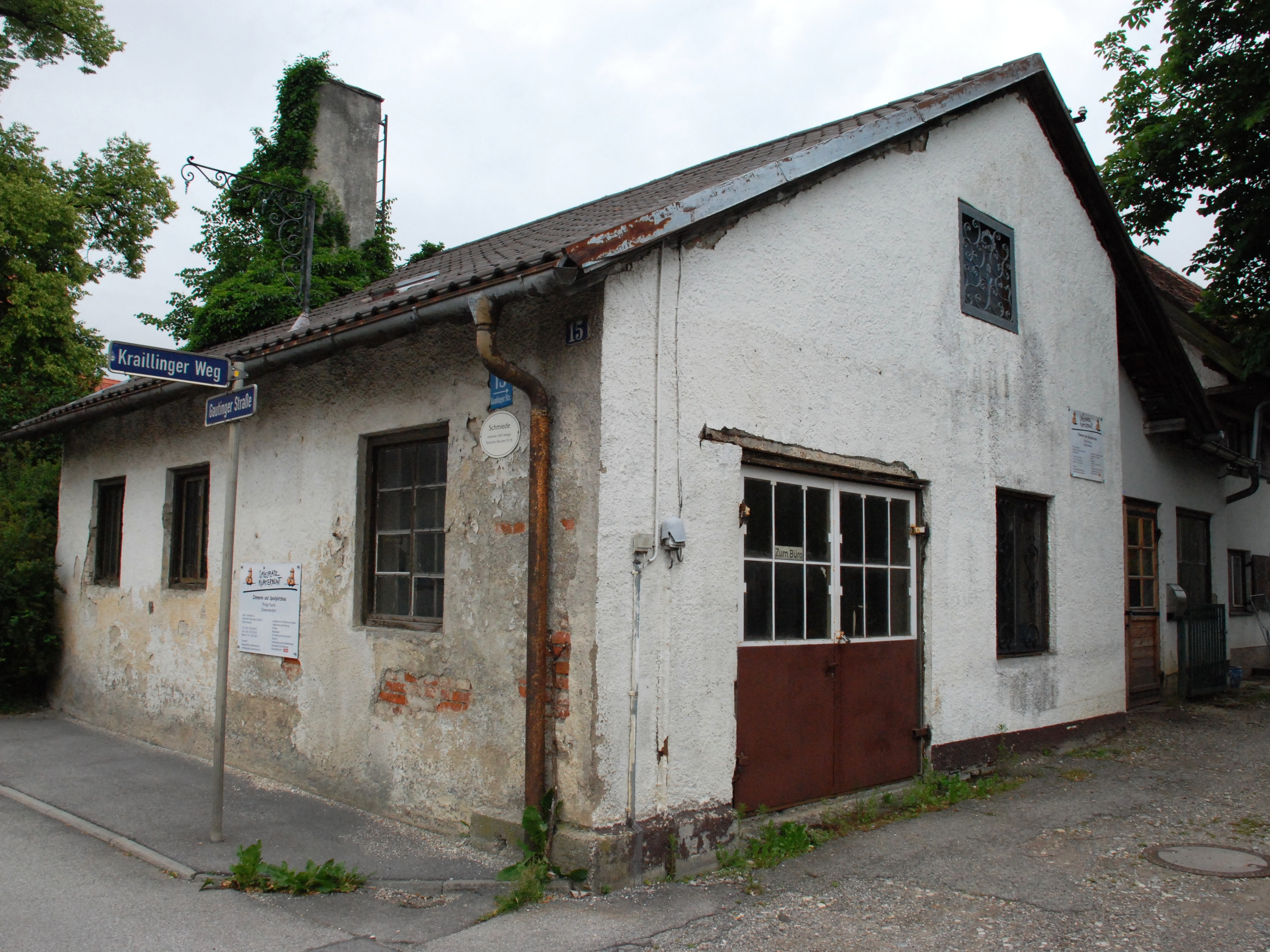
Proprietà Beim Schmiede

- La proprietà Beim Wirtsbauer, in passato adibita a fattoria e taverna, si trova all'indirizzo Gautinger Straße 26; si tratta di un edificio a due livelli con un tetto a sella parzialmente sporgente; la parte centrale dell'edificio risale al 1643 e al 1696, mentre la parte più esterna è della prima metà del XIX secolo.

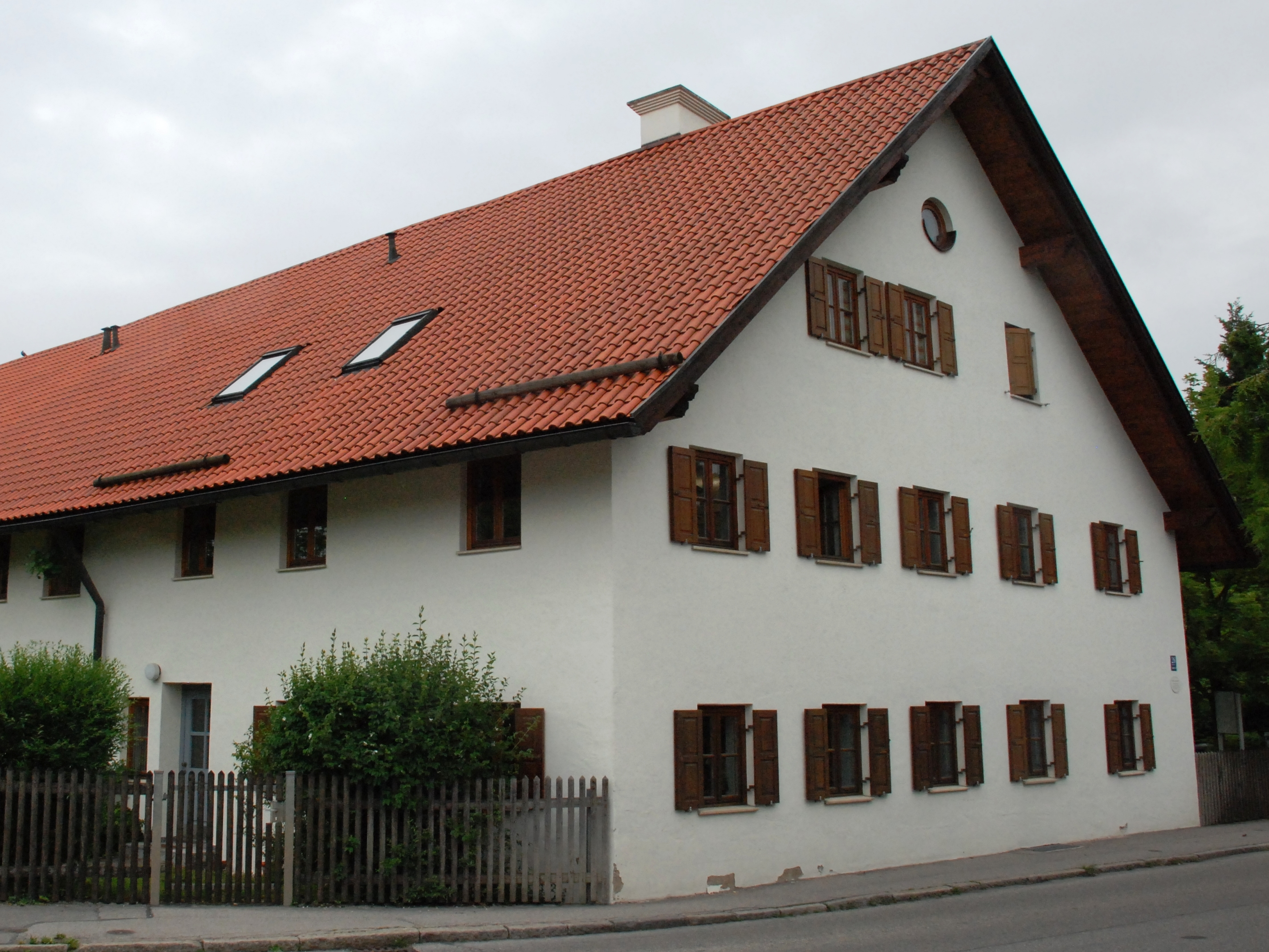
Proprietà Wirtsbauer

- Il municipio, in passato adibito a edificio scolastico, è una costruzione su un livello dotata di un tetto a padiglione provvisto di un cosiddetto Zwerchgiebel arrotondato; situato all'indirizzo Planegger Straße 2, fu realizzato tra il 1912 e il 1913 su progetto dell'architetto Adolph Fraaß.

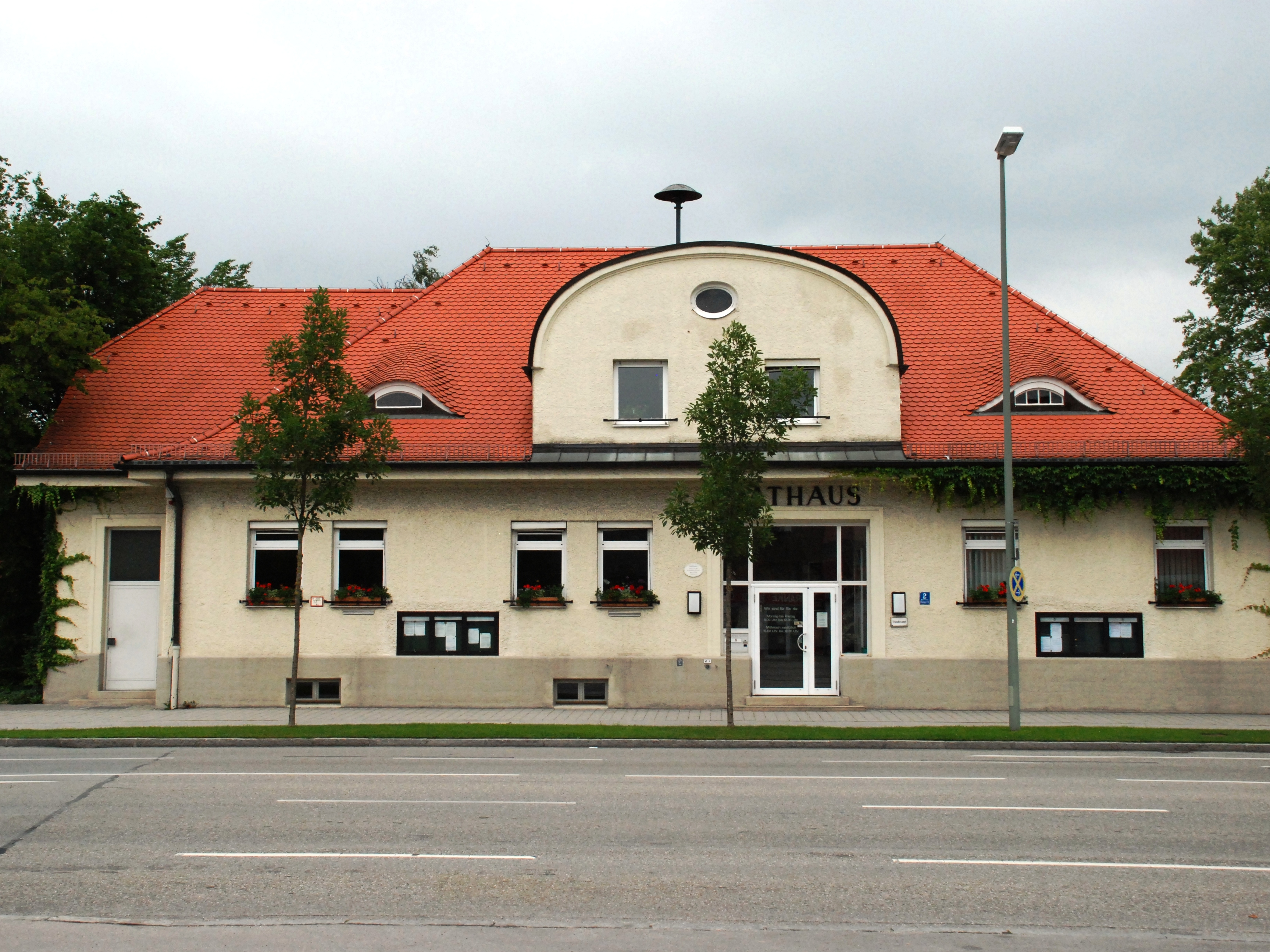
Municipio

#### A Kasten
La Forsthaus Kasten, è un biergarten risalente al 1899 situato all'interno della foresta del Forst Kasten. All'interno della foresta si trova anche la Preysingsäule, un obelisco fatto installare nel 1735 dal principe elettore Carlo Alberto di Baviera.

## Società

### Evoluzione demografica
Tra il 1988 e il 2018 Neuried è passata da 5 835  a 8 643 abitanti, corrispondente ad una crescita di circa il 48,1 %.
- 1955: 1 000 abitanti
- 1966: 2 000 abitanti
- 1970: 2 645 abitanti
- 1971: 3 000 abitanti
- 1974: 4 000 abitanti
- 1981: 5 000 abitanti
- 1987: 5 848 abitanti
- 1991: 5 993 abitanti
- 1993: 6 000 abitanti
- 1995: 6 079 abitanti
- 2000: 6 374 abitanti
- 2005: 7 601 abitanti
- 2010: 8 395 abitanti
- 2015: 8 565 abitanti

Al 1 Novembre 2016, secondo le indicazioni del comune, Neuried contava 8 628 abitanti, di cui 4226 femmine e 4402 maschi; il 21% degli abitanti erano minorenni, mentre il 20% aveva almeno 65 anni.